# 大滿貫 (網球)
網球大满贯在网球运动中是指1位網球選手能在所有大滿貫賽事中均夺冠，包含以下4项：
- 澳大利亚网球公开赛（Australian Open）
  - 硬地赛事（慢速硬地），是网球硬地賽事中聲望最高的2大賽事之一，每年1月份举办。
- 法国网球公开赛（French Open or Roland-Garros）
  - 紅土赛事，是网球红土赛事里的最高荣誉，每年5-6月举办。
- 英国溫布頓網球錦標賽（Wimbledon Championship）
  - 草地赛事，是网球草地赛事里的最高荣誉，也是全世界声望最高、历史最久的网球赛事，每年6-7月举办。
- 美国网球公开赛（US Open）
  - 硬地赛事（快速硬地），是硬地賽事中聲望最高的2大賽事之一，每年8-9月举办。

上述4项赛事通常又称为「大满贯系列赛」。无论是从赛事的规模、历史、奖金、积分、籤數、影响力来说，大满贯系列赛都堪称是职业网坛最重要的赛事，甚至超越奧運金牌，夺得大满贯賽事的冠軍头衔，对每个职业网球选手来说都是最终的梦想，即使得到任何1座，都已是至高无上的榮耀。若能更進一步，在四大满贯赛事中均夺冠，即可稱為「大满贯」：尤其如果是同1年之内实现的，更称为「真正的大满贯」或「年度大满贯」，不同年份前后累计实现的则称为「生涯大满贯」，还有1种較為特殊、介于年度大满贯与生涯大满贯之间的「跨年度大满贯」，指的是跨年度地在连续4项大满贯赛事均夺冠。4項賽事之外，加上4年1度的奧運金牌，則稱為「金滿貫」。完成「大滿貫」的最大意義，在證明選手於最關鍵的4種場地都能夠發揮完美球技，並無視球場特性、天文條件變換帶來的影響。以單打項目為例，一般網球選手職涯20年，扣除受傷、非顛峰期間，能參加大滿貫的次數有限，即便是「生涯大滿貫」這樣用一生追求的榮譽，在開放年代後男女合計也僅有10人可以達成，且每位都是當代無可質疑的網球名宿，可知其難度。

## 历史
在英文之中，Grand Slam（大滿貫，或譯全滿貫，但後者因字形與金滿貫相似，較易混淆）一词在運動項目中首次使用是在1933年。当时，一位名叫约翰·基兰（John Kieran）的美国记者，為描述杰克·克劳福德（Jack Crawford）立志於当年夺取四大滿貫赛事冠军的雄心壮志，而将其比喻為「a countered and vulnerable grand slam in bridge」，亦即用橋牌遊戲中吃取所有牌磴的情況來形容之，至於中文的「滿貫」，則是來自日本麻將的術語。
弗雷德·佩里（Fred Perry）成为历史上首位大满贯得主。
尽管大满贯一词最初只是使用在网球运动上，后来也逐渐为其它运动所采用，用于形容选手取得的类似成就。比较典型的例如高尔夫，大满贯同样是指选手在一年里同时获得4项主要赛事的冠军（2013年起女子部分改為5項）。在乒乓球和羽毛球界，一位选手在职业生涯中获得夏季奧林匹克運動會、世界锦标赛、世界杯3项冠军，也被稱为大满贯。

## 大滿貫賽事紀錄
男子單打紀錄